# Aftitalita
L'aftitalita, o glaserita, és un mineral de la classe dels sulfats. Rep el seu nom del grec άφθητος ("aphthitos"), inalterable.

## Característiques
L'aftitalita és un sulfat de fórmula química (K,Na)₃Na(SO₄)₂. Cristal·litza en el sistema trigonal formant cristalls tabulars amb aparència trigonal. També se'n troba en crostes i en agregats. La seva duresa a l'escala de Mohs és 3. És un mineral estructuralment relacionat amb la bubnovaïta.
Segons la classificació de Nickel-Strunz, l'aftitalita pertany a «07.AC - Sulfats (selenats, etc.) sense anions addicionals, sense H₂O, amb cations de mida mitjana i grans» juntament amb els següents minerals: vanthoffita, piracmonita, efremovita, langbeinita, manganolangbeinita, yavapaiïta, eldfellita, godovikovita, sabieïta, thenardita i metathenardita.

## Formació i jaciments
Es troba tant com una incrustació en fumaroles volcàniques, com a component dels dipòsits oceànics i lacustres de sal. Sol trobar-se associada a altres minerals com: thenardita, silvita, jarosita o hematites. Va ser descoberta l'any 1835 al Vesuvi, a la Província de Nàpols (Campania, Itàlia).